# Nova Canaã do Norte
Nova Canaã do Norte is een gemeente in de Braziliaanse deelstaat Mato Grosso. De gemeente telt 13.237 inwoners (schatting 2009).